# سيلفر كليف (ويسكونسن)
سيلفر كليف (بالإنجليزية: Silver Cliff, Wisconsin)‏ هي بلدة تقع بولاية ويسكونسن في الولايات المتحدة. تبلغ مساحتها 277.1 (كم²)، وترتفع عن سطح البحر 353 م، بلغ عدد سكانها 529 نسمة في عام 2000 حسب إحصاء مكتب تعداد الولايات المتحدة وتصل الكثافة السكانية فيها 1.9 نسمة/كم2.

## وصلات خارجية
- The US50 - Cities and Towns in Wisconsin State
- Wisconsin Cities and Towns, Facts, Map, Flag, Colleges, Government, and More